# Desaparición de los niños Sodder

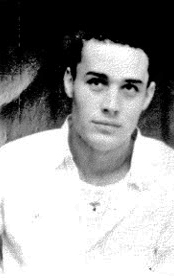
Fotografía recibida por la familia en 1967, que según el remitente y la familia era de Louis Sodder de adulto.

En la víspera de Navidad, el 24 de diciembre de 1945, un incendio destruyó la casa de la familia Sodder en Fayetteville, Virginia Occidental, Estados Unidos. En ese momento, la casa estaba ocupada por George Sodder, su esposa Jennie y nueve de sus diez hijos. Durante el incendio, George, Jennie y cuatro de los nueve niños escaparon. Los cuerpos de los otros cinco niños nunca fueron encontrados. Los Sodder creyeron por el resto de sus vidas que los cinco niños desaparecidos sobrevivieron.
Los Sodder nunca reconstruyeron la casa, sino que convirtieron el sitio en un jardín conmemorativo para sus hijos perdidos. En la década de 1950, cuando llegaron a dudar de que los niños hubieran fallecido, la familia colocó una valla publicitaria en el sitio a lo largo de la ruta estatal 16 con fotografías de los cinco, ofreciendo una recompensa por información que cerrara el caso. Permaneció allí hasta poco después de la muerte de Jennie Sodder en 1989.
En apoyo de su creencia de que los niños sobrevivieron, los Sodder han señalado una serie de circunstancias inusuales antes y durante el incendio. George cuestionó el hallazgo del departamento de bomberos de que el incendio fue de origen eléctrico, y señaló que recientemente había vuelto a cablear e inspeccionar la casa. Él y su esposa sospecharon de un incendio provocado, lo que llevó a teorías de que los niños habían sido secuestrados por la mafia siciliana, tal vez en represalia por la crítica abierta de George a Benito Mussolini y al gobierno fascista de su Italia natal.
Los esfuerzos estatales y federales para investigar más el caso a principios de la década de 1950 no arrojaron nueva información. Sin embargo, la familia recibió más tarde lo que pudo haber sido una foto de uno de los niños como adulto durante la década de 1960. Su única hija sobreviviente, junto con sus nietos, han seguido publicitando el caso en el siglo XXI en los medios de comunicación y en línea.

## Antecedentes
George Sodder nació con el nombre de Giorgio Soddu en Tula, Cerdeña, Italia en 1895. Emigró a los Estados Unidos con trece años junto a su hermano mayor, que regresó a casa tan pronto como él y George pasaron la aduana en la isla Ellis. Durante el resto de su vida, George no habló mucho sobre por qué había dejado su tierra natal.
Sodder finalmente encontró trabajo en los ferrocarriles de Pensilvania, llevando agua y otros suministros a los trabajadores. Después de unos años, tomó un trabajo más permanente como conductor en Smithers, Virginia Occidental. Después de unos años más, comenzó su propia empresa de camiones, al principio transportando tierra de relleno a los sitios de construcción y luego transportando carbón que se extraía en la región. Jennie Cipriani, la hija de un tendero en Smithers que también había emigrado de Italia en su infancia, se convirtió en la esposa de George.
La pareja se estableció en las afueras de la cercana Fayetteville, que tenía una gran población de inmigrantes italianos, en una casa de dos pisos con estructura de madera a dos millas (3,2 km) al norte de la ciudad. En 1923, tuvieron el primero de sus diez hijos. El negocio de George prosperó y se convirtieron en "una de las familias de clase media más respetadas", en palabras de un funcionario local. Sin embargo, George tenía fuertes opiniones sobre muchos temas y no se avergonzaba de expresarlos, a veces alienando a las personas. En particular, su estridente oposición al dictador italiano Benito Mussolini había dado lugar a fuertes discusiones con otros miembros de la comunidad inmigrante.
El último de los hijos de Sodder, Sylvia, nació en 1943. Para entonces, su segundo hijo mayor, Joe, había dejado su hogar para servir en el ejército durante la Segunda Guerra Mundial. Al año siguiente, Mussolini fue depuesto y ejecutado. Sin embargo, la crítica de George al difunto dictador había dejado algunos resentimientos. En octubre de 1945, un vendedor de seguros de vida que estaba de visita, después de ser rechazado, advirtió a George que su casa "[se convertiría] en humo... y sus hijos van a ser destruidos", atribuyendo todo esto a "los sucios comentarios que ha estado haciendo sobre Mussolini". Otro visitante de la casa, aparentemente buscando trabajo, aprovechó la ocasión para dar la vuelta a la parte de atrás y advirtió a George que un par de cajas de fusibles "provocarían un incendio algún día". George estaba desconcertado por la observación, ya que acababa de volver a cablear la casa cuando se instaló una estufa eléctrica, y la compañía eléctrica local había dicho después que era seguro. En las semanas previas a la Navidad de ese año, los hijos mayores de George habían notado un automóvil extraño estacionado a lo largo de la carretera principal que atraviesa la ciudad, con sus ocupantes observando a los niños menores de los Sodder mientras regresaban de la escuela.

## Incendio
Los Sodder celebraron la Nochebuena de 1945. Marion, la hija mayor, había estado trabajando en una tienda de diez centavos en el centro de Fayetteville, y sorprendió a tres de sus hermanas menores: Martha (12 años), Jennie (8 años) y Betty (5 años), con juguetes nuevos que les había comprado allí como regalo. Los niños más pequeños estaban tan emocionados que le preguntaron a su madre si podían quedarse despiertos después de la hora habitual de irse a dormir.
A las 10:00 p. m., Jennie les dijo que podían quedarse despiertos un poco más tarde, siempre y cuando los dos niños mayores que aún estaban despiertos, Maurice de 14 años y su hermano Louis de 9, se acordaran de guardar y alimentar a las vacas y a los pollos antes de irse a la cama. George y los dos hijos mayores, John (23 años) y George Jr. (16 años), que habían pasado el día trabajando con su padre, ya estaban dormidos. Después de recordarles a los niños las tareas restantes, se llevó a Sylvia (2 años) arriba con ella y se fueron a la cama juntas.
El teléfono sonó a las 12:30 a. m. Jennie se despertó y bajó a contestar. La persona que llamó era una mujer cuya voz no reconoció, pidiendo hablar con un nombre que no conocía, mientras se reía y se oía un tintineo de vasos de fondo. Jennie le dijo a la persona que llamó que había llamado a un número equivocado, y luego se dio cuenta de la "risa extraña" de la mujer. Jennie colgó y volvió a la cama. Al hacerlo, se dio cuenta de que las luces seguían encendidas y las cortinas no estaban echadas, dos cosas a las que los niños solían prestar atención cuando se quedaban despiertos hasta más tarde que sus padres. Marion se había quedado dormida en el sofá de la sala, por lo que Jennie asumió que los otros niños se habían quedado despiertos más tarde y habían ido al ático donde dormían. Cerró las cortinas, apagó las luces y volvió a la cama.
A la 1:00 a. m., Jennie se despertó nuevamente por el sonido de un objeto que golpeó el techo de la casa con un fuerte estruendo, luego un ruido de rodadura. Después de no escuchar nada más, se volvió a dormir. Tras otra media hora se despertó otra vez, oliendo a humo. Cuando se levantó de nuevo, descubrió que la habitación que George usaba como su oficina estaba en llamas, alrededor de la línea telefónica y la caja de fusibles. Jennie lo despertó y él a su vez despertó a sus hijos mayores.
Ambos padres y cuatro de sus hijos, Marion, Sylvia, John y George Jr, escaparon de la casa. Gritaron frenéticamente a los niños de arriba pero no escucharon respuesta; no podían subir porque la escalera al piso superior ya estaba en llamas. John dijo en su primera entrevista con la policía que subió al ático para alertar a sus hermanos que dormían allí, aunque luego cambió su historia para decir que solo llamó hacia allí y en realidad no los vio.
Los esfuerzos para encontrar, ayudar y rescatar a los niños fueron inesperadamente complicados. El teléfono no funcionaba, lo que hizo que Marion corriera a casa de un vecino para llamar a los bomberos. Un conductor en la carretera cercana también había visto las llamas y llamó desde una taberna cercana; él tampoco tuvo éxito porque no pudo comunicarse con la operadora o porque el teléfono resultó estar roto, al final logró comunicarse con el departamento de bomberos desde otro teléfono en el centro de la ciudad.
George, descalzo, trepó por la pared y rompió una ventana del ático, cortándose el brazo en el proceso. Él y sus hijos tenían la intención de usar una escalera hasta el ático para rescatar a los otros niños, pero la escalera no estaba en su lugar habitual apoyada contra la casa y no se la pudo encontrar en ningún lugar cercano. Un barril de agua que podría haberse utilizado para extinguir el fuego estaba congelado. Finalmente, George trató de encender los dos camiones que usaban en su negocio y usarlos para subir a la ventana del ático, pero ninguno de ellos arrancaba a pesar de haber funcionado perfectamente durante el día anterior.
Frustrados, los seis Sodder que habían escapado no tuvieron más remedio que ver cómo la casa ardía y se derrumbaba durante los siguientes 45 minutos. Supusieron que los otros cinco niños habían muerto en el incendio. El departamento de bomberos, que tenía pocos recursos humanos debido a la guerra y dependía de que los bomberos se llamaran entre sí, no respondió hasta más tarde esa madrugada. El jefe F.J. Morris dijo al día siguiente que la ya lenta respuesta se vio obstaculizada aún más por su incapacidad para conducir el camión de bomberos, lo que requería que esperara hasta que alguien que pudiera conducir estuviera disponible.
Los bomberos, uno de los cuales era hermano de Jennie, no pudieron hacer más que buscar entre las cenizas que quedaron. A las 10:00 a. M., Morris les dijo a los Sodder que no habían encontrado ningún hueso, como era de esperar si los otros niños hubieran estado en la casa mientras ardía. Según otro relato, encontraron algunos fragmentos de huesos y órganos internos, pero optaron por no decírselo a la familia; los profesionales de los bomberos modernos también han notado que su búsqueda fue, en el mejor de los casos, superficial. Sin embargo, Morris creía que los cinco niños desaparecidos habían muerto en el incendio, lo que sugiere que había alcanzado una temperatura lo suficientemente alta como para carbonizar sus cuerpos por completo.

## Secuelas
Morri le dijo a George que no perturbara el lugar para que la oficina del jefe de bomberos del estado pudiera realizar una investigación más exhaustiva. Sin embargo, después de cuatro días, George y su esposa no pudieron soportar más la vista, por lo que cubrieron con 1,5 m (5 pies) de tierra el sitio con la intención de convertirlo en un jardín conmemorativo para los niños perdidos. El forense local convocó una investigación al día siguiente, que sostuvo que el incendio fue un accidente causado por un "cableado defectuoso". Entre los miembros del jurado estaba el hombre que había amenazado a George con que su casa sería incendiada y sus hijos "destruidos" en represalia por sus comentarios anti-Mussolini.
Los certificados de defunción de los cinco niños se emitieron el 30 de diciembre. El periódico local se contradijo, afirmando que todos los cuerpos habían sido encontrados, pero luego en la misma nota informa que solo se recuperó parte de un cuerpo. George y Jennie estaban demasiado afligidos para asistir al funeral el 2 de enero de 1946, aunque sí lo hicieron sus hijos sobrevivientes.

## Cuestionamientos de la familia
No mucho después, cuando comenzaron a reconstruir sus vidas, los Sodder comenzaron a cuestionar todos los hallazgos oficiales sobre el incendio. Se preguntaron por qué, si había sido causado por un problema eléctrico, las luces navideñas de la familia habían permanecido encendidas durante las primeras etapas del incendio, cuando deberían haberse apagado. Luego encontraron la escalera que faltaba en el costado de la casa la noche del incendio en el fondo de un terraplén a 75 pies (23 m) de distancia.
Un reparador de teléfonos les dijo a los Sodder que la línea telefónica de la casa no se había quemado en el fuego, como habían pensado inicialmente, sino que alguien había subido 14 pies (4,3 m) por el poste para cortar el cable telefónico. Un hombre a quien los vecinos habían visto robando una cuadra y aparejos de la propiedad en el momento del incendio fue identificado y arrestado. Admitió el robo, y afirmó que había sido él quien cortó la línea telefónica, pensando que era una línea eléctrica, pero negó tener algo que ver con el incendio. Sin embargo, no existe ningún registro que identifique al sospechoso, y nunca se ha explicado por qué habría querido cortar las líneas de servicios públicos a la casa Sodder mientras robaba en la cuadra y los aperos. Jennie dijo en 1968 que si él hubiera cortado el cable eléctrico, ella y su esposo, junto con sus otros cuatro hijos, nunca hubieran podido salir de la casa.
Jennie también tuvo problemas para aceptar la creencia de Morris de que todos los rastros de los cuerpos de los niños se habían quemado por completo en el fuego. Muchos de los electrodomésticos se habían encontrado, aún reconocibles, entre las cenizas junto con fragmentos del techo de hojalata. Ella contrastó los resultados del incendio con un relato del periódico sobre un incendio similar en una casa que leyó casi al mismo tiempo que mató a una familia de siete; Se informó que en ese caso se encontraron restos óseos de todas las víctimas. Jennie quemó pequeñas pilas de huesos de animales para ver si se consumían por completo; ninguno lo hizo. Una empleada de un crematorio local con la que se puso en contacto le dijo que los huesos humanos permanecen incluso después de que los cuerpos se quemen a 1,090 °C durante dos horas, mucho más tiempo y temperatura de lo que podría haber alcanzado el incendio de la casa. De hecho, en los crematorios modernos las cenizas de la incineración son pasadas por un rodillo para pulverizar los trozos de hueso que permanecen.
También se consideró el hecho de que los camiones de los Sodder no arrancaron. George creía que habían sido manipulados, quizás por el mismo hombre que robó los aperos y cortó la línea telefónica. Sin embargo, uno de sus yernos le dijo al Charleston Gazette-Mail en 2013 que había llegado a creer que los Sodder, en sus prisas por encender los camiones, ahogaron los motores.
Algunas cuentas han sugerido que la llamada telefónica con un número incorrecto a la casa de los Sodder también podría haber estado relacionada de alguna manera con el incendio y la desaparición de los niños. Sin embargo, los investigadores luego localizaron a la mujer que había hecho la llamada. Ella confirmó que había sido un número incorrecto de su parte.

## Descubrimientos posteriores
A medida que se acercaba la primavera, los Sodder, como habían dicho que harían, plantaron flores en el suelo arrasado sobre la casa. Jennie las cuidó con esmero durante el resto de su vida. Sin embargo, nuevos desarrollos a principios de 1946 reforzaron la creencia de la familia de que los niños a los que estaban conmemorando podrían, de hecho, estar vivos en algún lugar.
Surgieron pruebas que respaldaron su creencia de que el incendio no se había iniciado por un fallo eléctrico y, en cambio, se había iniciado deliberadamente. El conductor de un autobús que pasó por Fayetteville tarde en Nochebuena dijo que había visto a algunas personas arrojar "bolas de fuego" a la casa. Unos meses más tarde, cuando la nieve se había derretido, Sylvia encontró un objeto pequeño, duro, de color verde oscuro, parecido a una bola de goma en la maleza cercana. George, recordando el relato de su esposa sobre un fuerte golpe en el techo antes del incendio, dijo que parecía una granada de mano "bomba de piña" o algún otro dispositivo incendiario utilizado en combate. Posteriormente, la familia afirmó que, contrariamente a la conclusión del jefe de bomberos, el fuego se había iniciado en el techo, aunque para entonces no había forma de probarlo.
Otros testigos afirmaron haber visto a los propios niños. Una mujer que había estado observando el fuego desde la carretera dijo que había visto a algunos de ellos mirando desde un automóvil que pasaba mientras la casa estaba en llamas. Otra mujer en una parada de descanso entre Fayetteville y Charleston dijo que les había servido el desayuno a la mañana siguiente y también notó la presencia de un automóvil con matrícula de Florida en el estacionamiento de la parada de descanso.
Los Sodder contrataron a un investigador privado llamado C.C. Tinsley de la cercana ciudad de Gauley Bridge para investigar el caso. Tinsley se enteró de que el vendedor de seguros que los había amenazado con un incendio un año antes por los sentimientos anti-Mussolini de George había estado en el jurado forense que dictaminó que el incendio fue un accidente, y se lo contó a los Sodder. También se enteró de los rumores en Fayetteville de que, a pesar de su informe a los Sodder de que no se habían encontrado restos entre las cenizas, Morris había encontrado un corazón, que luego empacó en una caja de metal y lo enterró en secreto.
Morris aparentemente se lo había confesado a un ministro religioso local, quien se lo confirmó a George. George y Tinsley fueron con Morris y lo confrontaron sobre esta noticia. Morris accedió a mostrarles a los dos dónde había enterrado la caja de metal y la desenterraron. Llevaron lo que encontraron dentro de la caja al director de la funeraria local, quien después de examinarlo les dijo que en realidad era hígado de res fresco que nunca había estado expuesto al fuego. Más tarde, circularon más rumores por Fayetteville: que Morris había admitido después que la caja con el hígado no provenía del fuego originalmente. Supuestamente lo había colocado allí con la esperanza de que los Sodder lo encontraran y se sintieran satisfechos de que los niños desaparecidos hubieran muerto en el incendio.

## Excavación de 1949
George no esperó a que llegaran informes de avistamientos. A veces los hacía él mismo. Después de ver a una niña en una fotografía de una revista de jóvenes bailarinas de ballet en la ciudad de Nueva York que se parecía a una de sus hijas desaparecidas, George, condujo hasta la escuela de la niña, donde sus repetidas demandas de verla él mismo fueron rechazadas.

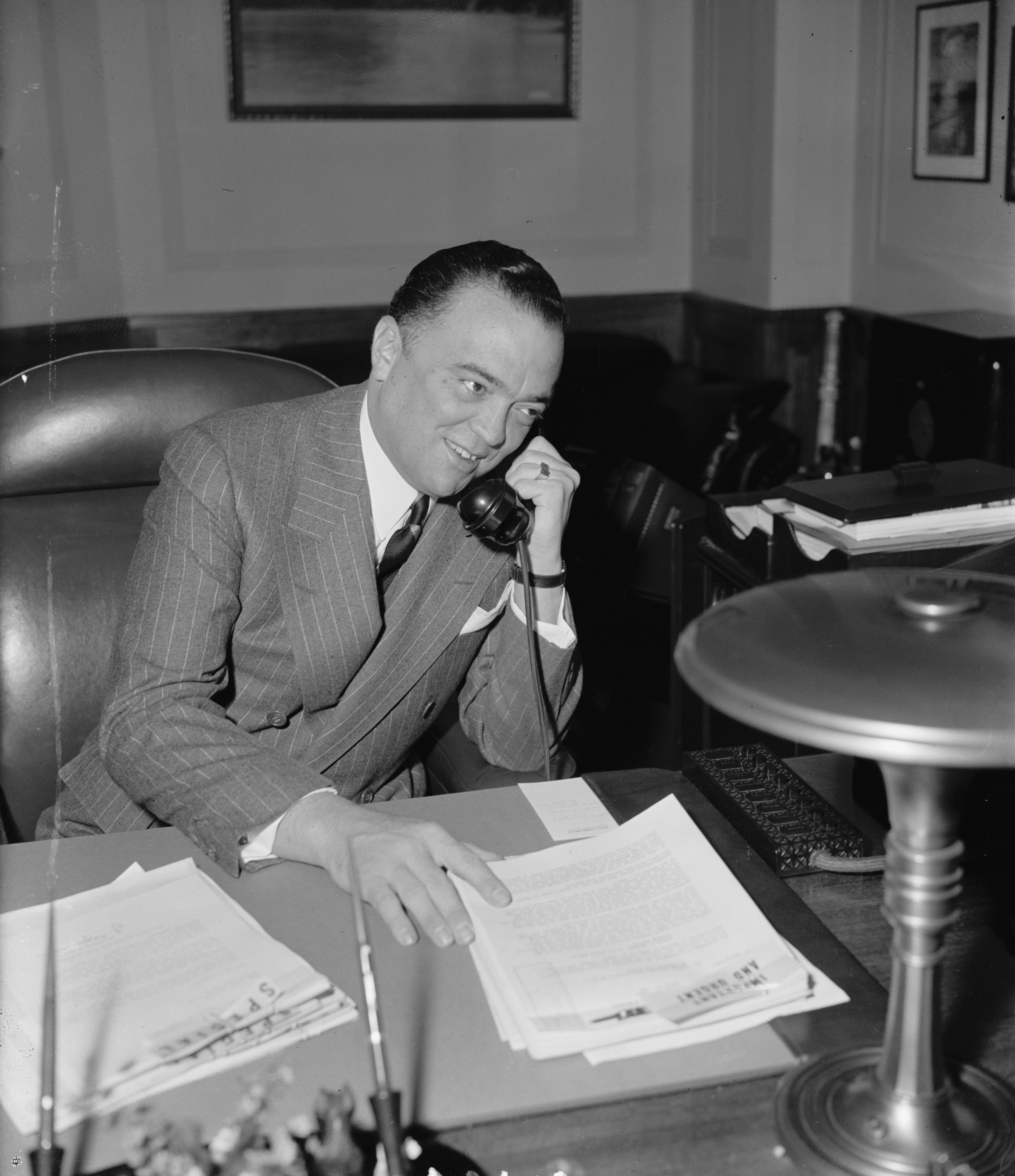
J. Edgar Hoover en 1940.

También trató de interesar al FBI en la investigación de lo que consideraba un secuestro. El director J. Edgar Hoover respondió personalmente a sus cartas. "Aunque me gustaría ser útil", escribió, "el asunto relacionado parece ser de carácter local y no entra dentro de la jurisdicción de investigación de esta oficina". Si las autoridades locales solicitaran la ayuda de la oficina, agregó, por supuesto, ordenaría a los agentes que lo ayudaran, pero la policía y los departamentos de bomberos de Fayetteville se negaron a hacerlo.
En agosto de 1949, George pudo persuadir a Oscar Hunter, un patólogo de Washington D. C., para que supervisara una nueva búsqueda en la tierra del solar de la casa. Después de una búsqueda minuciosa, se encontraron artefactos que incluían un diccionario que había pertenecido a los niños y algunas monedas. Se desenterraron varios pequeños fragmentos de hueso, que se determinó que eran vértebras humanas.
Los fragmentos de hueso se enviaron a Marshall T. Newman, un especialista del Instituto Smithsoniano. Se confirmó que eran vértebras lumbares, todas de la misma persona. "Dado que los recesos transversales están fusionados, la edad de este individuo al morir debería haber sido de 16 o 17 años", dijo el informe de Newman. "El límite máximo de edad debería ser de unos 22 años, ya que los centros, que normalmente se fusionan a los 23, aún no están fusionados". Por lo tanto, dado este rango de edad, no era muy probable que estos huesos fueran de alguno de los cinco niños desaparecidos, ya que el mayor, Maurice, tenía 14 años en ese momento (aunque el informe admitió que las vértebras de un niño de su edad a veces estaban lo suficientemente maduras como para parecer estar en el extremo inferior del rango).
Newman agregó que no mostraban signos de exposición a las llamas. Además, estuvo de acuerdo en que era "muy extraño" que esos huesos fueran los únicos encontrados, ya que un fuego de leña de tan corta duración debería haber dejado atrás los esqueletos completos de todos los niños. El informe concluyó que, en cambio, las vértebras probablemente provenían de la tierra que George había puesto sobre el sitio. Más tarde, Tinsley supuestamente confirmó que los fragmentos de hueso provenían de un cementerio en las cercanías de Mount Hope, pero no pudo explicar por qué los habían sacado de allí o cómo llegaron al lugar del incendio. El Smithsonian devolvió los fragmentos de hueso a George en septiembre de 1949, según sus registros; se desconoce su ubicación actual.

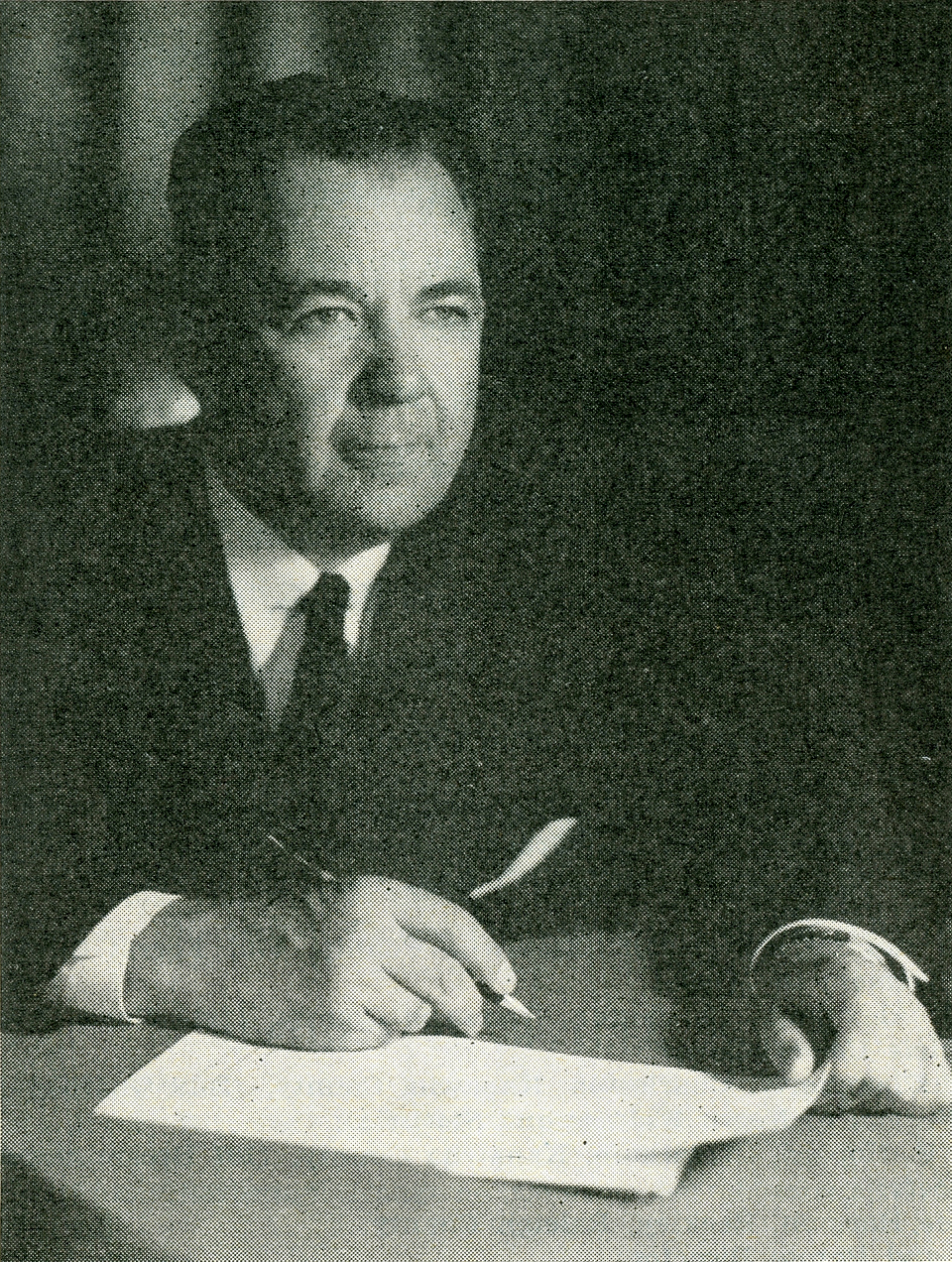
Okey L. Patterson gobernador de Virginia Occidental de 1949 – 1953.

La investigación y sus hallazgos atrajeron entonces la atención nacional, y la Legislatura de Virginia Occidental celebró dos audiencias sobre el caso en 1950. Sin embargo, posteriormente, el gobernador Okey L. Patteson y el superintendente de la policía estatal W.E. Burchett dijeron a los Sodder que el caso era "desesperado" y lo cerró a nivel estatal. El FBI decidió que tenía jurisdicción como posible secuestro interestatal, pero abandonó el caso después de dos años de seguir pistas infructuosas.

## Investigación familiar
Con el fin de los esfuerzos oficiales para resolver el caso, los Sodder no perdieron la esperanza. Hicieron imprimir folletos con fotos de los niños, ofreciendo una recompensa de $5,000 (pronto se duplicó) por información que pudiera resolver el caso incluso para uno de ellos. En 1952, colocaron una valla publicitaria en el sitio de la casa (y otra a lo largo de la Ruta 60 de los Estados Unidos cerca de Ansted) con la misma información. Con el tiempo, se convertiría en un hito muy conocido para los conductores a través de Fayetteville en la Ruta 19 (Hoy Ruta Estatal 16).
Los esfuerzos de la familia pronto atrajeron nuevos supuestos avistamientos de los niños después del incendio. Ida Crutchfield, una mujer que dirigía un hotel en Charleston, afirmó haber visto a los niños aproximadamente una semana después. "No recuerdo la fecha exacta", dijo en un comunicado. Los niños habían llegado, hacia la medianoche, con dos hombres y dos mujeres, todos los cuales le parecían "de origen italiano". Cuando intentó hablar con los niños, "[uno] de los hombres me miró de manera hostil; se dio la vuelta y comenzó a hablar rápidamente en italiano. Inmediatamente, todo el grupo dejó de hablarme". Recordó que salieron del hotel temprano a la mañana siguiente. Sin embargo, los investigadores modernos no consideran que su historia sea creíble, ya que solo había visto fotos de los niños por primera vez dos años después del incendio, cinco años antes de que ella se presentara.
George siguió las pistas en persona, viajando a las áreas de donde habían llegado mensajes. Una mujer de San Luis, Misuri, afirmó que Martha estaba detenida en un convento allí. Un cliente de un bar en Texas afirmó haber escuchado a otras dos personas haciendo declaraciones incriminatorias sobre un incendio que ocurrió en la víspera de Navidad en Virginia Occidental algunos años antes. Ninguno de ellos resultó significativo. Cuando George se enteró más tarde de que un pariente de Jennie en Florida tenía hijos que se parecían a los suyos, el pariente tuvo que demostrar que los niños eran suyos antes de que George estuviera satisfecho.
En 1967, George fue al área de Houston para investigar otro dato. Una mujer había escrito a la familia, diciendo que Louis le había revelado su verdadera identidad una noche después de haber bebido demasiado. Ella creía que él y Maurice vivían en alguna parte de Texas. Sin embargo, George y su yerno, Grover Paxton, no pudieron hablar con ella. La policía pudo ayudarlos a encontrar a los dos hombres que ella había indicado, pero negaron ser los hijos desaparecidos. Paxton dijo años después que las dudas sobre esa negación permanecieron en la mente de George por el resto de su vida.
Otra carta que recibieron ese año les trajo a los Sodder lo que creían que era la evidencia más creíble de que al menos Louis todavía estaba vivo. Un día, Jennie encontró en el correo una carta dirigida a ella, con matasellos de Central City, Kentucky, sin remitente. Dentro había una foto de un joven de unos 30 años con rasgos muy parecidos a los de Louis, que habría tenido unos 30 años si hubiera sobrevivido. En el reverso estaba escrito:
Louis Sodder

Amo al hermano Frankie

Chicos ilil

A90132 o 35
La familia contrató a otro detective privado para que fuera a Central City e investigara la misiva, pero él nunca informó a los Sodder y no pudieron localizarlo después. No obstante, la imagen les dio esperanza. Lo agregaron a la valla publicitaria (dejando a Central City fuera de sus alcances y cualquier otra información publicada por temor a que Louis pudiera sufrir daños) y colocaron una copia ampliada de la foto enmarcada sobre su chimenea.
George admitió al Charleston Gazette-Mail a finales del año siguiente que la falta de información había sido "como chocar contra una pared de roca: no podemos ir más lejos". Sin embargo, juró continuar. "El tiempo se nos acaba", admitió en otra entrevista por esa época. "Pero sólo queremos saber. Si murieron en el fuego, queremos estar convencidos. De lo contrario, queremos saber qué les pasó".
George Sodder murió en 1969. Jennie y sus hijos sobrevivientes, excepto John, que nunca habló de la noche del incendio excepto para decir que la familia debería aceptarlo y seguir con sus vidas, continuaron buscando respuestas a sus preguntas. sobre el destino de los niños desaparecidos. Después de la muerte de George, Jennie se quedó en la casa familiar, colocando cercas alrededor y agregando habitaciones adicionales. Por el resto de su vida, vistió de negro, de luto, y cuidó el jardín en el sitio de la antigua casa. Después de su muerte en 1989, la familia finalmente se llevó la valla publicitaria desgastada.
Los niños supervivientes de los Sodder, junto con sus propios hijos, continuaron publicitando el caso e investigando pistas. Ellos, junto con los residentes mayores de Fayetteville, han teorizado que la mafia siciliana estaría tratando de extorsionar a George y que los niños podrían haber sido secuestrados por alguien que sabía sobre el incendio planeado y les dijo que estarían a salvo si salían de la casa. Posiblemente fueron llevados de regreso a Italia. Si los niños hubieran sobrevivido todos esos años y sabían que sus padres y hermanos también habían sobrevivido, cree la familia, es posible que hayan evitado el contacto para evitar daños.
A partir de 2015, Sylvia Sodder Paxton, la más joven de la familia, es la única hermana de los Sodder superviviente que estaba en la casa la noche del incendio, que según ella es su primer recuerdo. "Fui la última de los niños en salir de casa", recordó al Gazette-Mail en 2013. Ella y su padre a menudo se quedaban despiertos hasta tarde, hablando de lo que podría haber pasado. "Experimenté su dolor durante mucho tiempo". Ella todavía cree que sus hermanos sobrevivieron esa noche, y ayuda en silencio con los esfuerzos para encontrarlos y dar a conocer el caso. Su hija dijo en 2006: "Les prometí a mis abuelos que no dejaría morir la historia, que haría todo lo que pudiera".

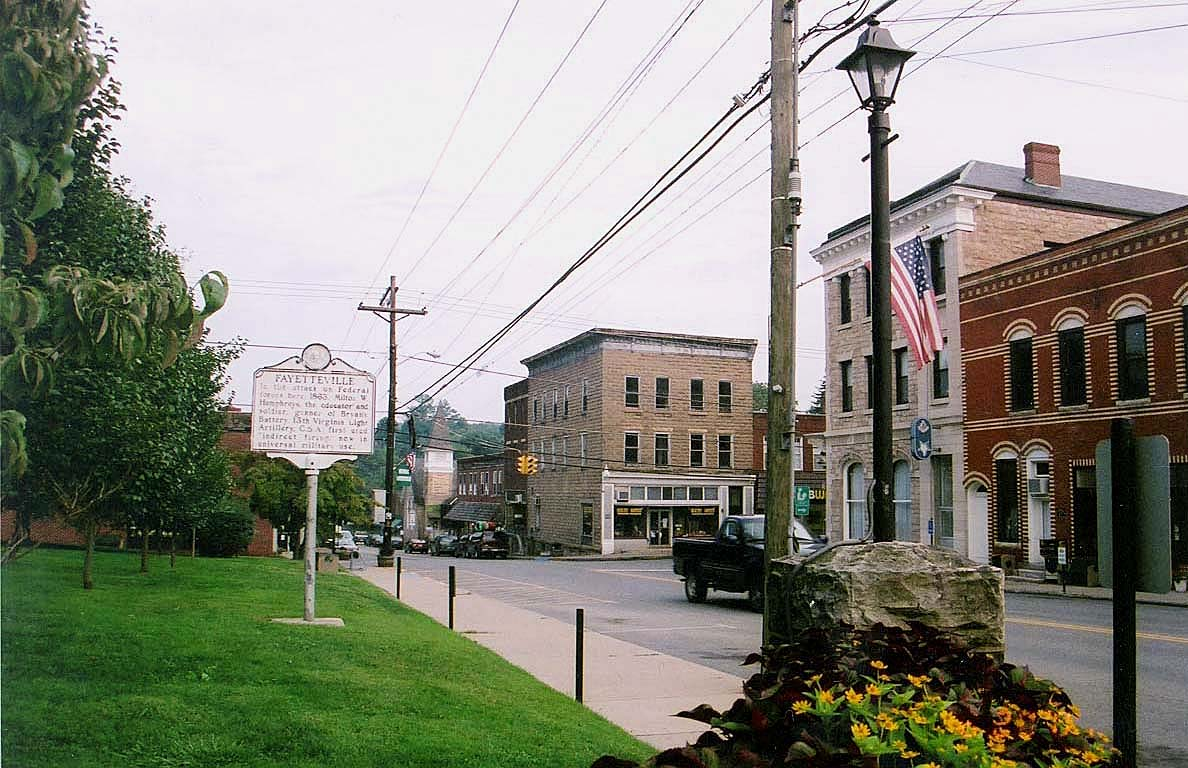
Fayetteville en 2004.

En el siglo XXI, estos esfuerzos han llegado a incluir foros en páginas web como websleuths.com además de la cobertura de los medios. El aumento de esto último ha llevado a algunos que han examinado el caso a creer que los niños, de hecho, murieron en 1945. George Bragg, un autor local que escribió sobre el caso en su libro de 2012 West Virginia's Unsolved Murders, cree que John estaba diciendo la verdad en su relato original, cuando dijo que trató de despertar físicamente a sus hermanos antes de huir de la casa. Él admite que esa conclusión aún puede no ser correcta. "La lógica te dice que probablemente se quemaron en el fuego, pero no siempre puedes seguir la lógica".
Stacy Horn, quien hizo un segmento sobre el caso para National Public Radio alrededor de su 60 aniversario en 2005, también cree que la muerte de los niños en el incendio es la solución más plausible. En una publicación contemporánea en su blog con material que tuvo que recortar de su historia por tiempo, señaló que el fuego había seguido ardiendo toda la noche después de que la casa se derrumbó y que dos horas no eran tiempo suficiente para buscar a fondo en las cenizas. Incluso si lo hubiera sido, es posible que los bomberos no supieran qué buscar. "Sin embargo", dijo, "hay bastante rareza genuina en todo esto... si algún día se descubre que los niños no murieron en el fuego, no me sorprenderé".